# Rábahídvég, Vas
Rábahídvég  este un sat în districtul Vasvár, județul Vas, Ungaria, având o populație de 1.014 locuitori (2011). 

## Demografie
Componența etnică a satului Rábahídvég
     Maghiari (97,87%)
     Germani (1,13%)
     Romi (1%)
Componența confesională a satului Rábahídvég
     Fără religie (1,38%)
     Necunoscută (96,75%)
     Alte religii (1,87%)
Conform recensământului din 2011, satul Rábahídvég avea 1.014 locuitori. Din punct de vedere etnic, majoritatea locuitorilor (97,87%) erau maghiari, existând și minorități de germani (1,13%) și romi (1,0%). Nu există o religie majoritară, locuitorii fiind  și persoane fără religie (1,38%). Pentru 96,75% din locuitori nu este cunoscută apartenența confesională.